# Castelnau-d'Auzan-Labarrère
Castelnau-d'Auzan-Labarrère es una comuna nueva francesa situada en el departamento de Gers, de la región de Occitania.

## Historia
Fue creada el 1 de enero de 2016, en aplicación de una resolución del prefecto de Gers de 8 de diciembre de 2015 con la unión de las comunas de Castelnau-d'Auzan y Labarrère, pasando a estar el ayuntamiento en la antigua comuna de Castelnau-d'Auzan.

## Demografía
| Gráfica de evolución demográfica de Castelnau-d'Auzan-Labarrère entre 1800 y 2013 |
|                                                                                   |

Los datos entre 1800 y 2013 son el resultado de sumar los parciales de las dos comunas que forman la nueva comuna de Castelnau-d'Auzan-Labarrère, cuyos datos se han cogido de 1800 a 1999, para las comunas de Castelnau-d'Auzan y Labarrère de la página francesa EHESS/Cassini. Los demás datos se han cogido de la página del INSEE.

## Composición
| Comuna delegada   | Código INSEE | Población (2013) | Superficie (km²) | Densidad (hab./km²) |
| ----------------- | ------------ | ---------------- | ---------------- | ------------------- |
| Castelnau-d'Auzan | 32079        | 1047             | 43.79            | 24                  |
| Labarrère         | 32168        | 212              | 12.99            | 16                  |